# Eurycyde longioculata
Eurycyde longioculata is een zeespin uit de familie Ascorhynchidae. De soort behoort tot het geslacht Eurycyde. Eurycyde longioculata werd in 1990 voor het eerst wetenschappelijk beschreven door Muller. 